# Municipio de Hope (condado de Barry)
El municipio de Hope (en inglés: Hope Township) es un municipio ubicado en el condado de Barry en el estado estadounidense de Míchigan. En el año 2010 tenía una población de 3239 habitantes y una densidad poblacional de 34,65 personas por km².

## Geografía
El municipio de Hope se encuentra ubicado en las coordenadas 42°33′11″N 85°22′4″O / 42.55306, -85.36778. Según la Oficina del Censo de los Estados Unidos, el municipio tiene una superficie total de 93.48 km², de la cual 84,13 km² corresponden a tierra firme y (10 %) 9.35 km² es agua.

## Demografía
Según el censo de 2010, había 3239 personas residiendo en el municipio de Hope. La densidad de población era de 34,65 hab./km². De los 3239 habitantes, el municipio de Hope estaba compuesto por el 96,82 % blancos, el 0,43 % eran afroamericanos, el 0,52 % eran amerindios, el 0,28 % eran asiáticos, el 0,19 % eran de otras razas y el 1,76 % eran de una mezcla de razas. Del total de la población el 1,45 % eran hispanos o latinos de cualquier raza.